# Philipp Neri Chrismann
Philipp Neri Chrismann (né en 1751 à Bad Hindelang, mort en 1810 à Hedingen) est un théologien catholique allemand.

## Biographie
Chrismann entre chez les frères franciscains observants à Füssen après 1770. En 1783, il est chargé de cours de théologie et d'histoire de l'Église. De 1799 à 1801, il est gardien de l'abbaye de Hedingen. Il fait preuve d'une distinction entre la doctrine et le dogme. Il sera accusé de désobéir au Magistère de l'Église. Ceci est probablement la raison pour laquelle son œuvre majeure Regula Fidei Catholicae est mis à l'Index en 1869.